# Нови свет (лист 1889)
Нови свет био је илустровани породични лист за књижевност, забаву и шалу. Лист је излазио 1889. године у Београду. Излазио је на српском језику и штампан је ћирилицом.
Опис часописа појављује се у три варијанте: илустровани породични лист за књижевност, забаву и шалу; илустровани лист за књижевност, поуку, забаву и шалу; илустровани породични лист за књижевност, поуку, забаву и шалу.

## Први број
Први број је изашао 15. фебруара 1889.
Тираж првог броја био је 1250 примерака, али је после 4. број доштампан његов тираж. Претплата за 3 месеца у почетку је била 4 динара, а од 4. броја била је 3 динара. Један примерак часописа коштао је 50 пара.

## Уредник
Уредник и власник листа био је Јулије М. Михајловић. На насловној страни првог броја пише да су власници и уредници Јулије М. Михајловић и Љ. Љубинко Петровић.

## Периодичност излажења, формат
На насловној страни је писало да излази три пута месечно и то 1, 10. и 20. у месецу. Формат је био 32 центиметра.
Према доступним подацима датуми изласка сачуваних бројева су:
- број 1: 15. фебруар 1889.[5]
- број 4: 1. април 1889.[9]
- број 6: 1/2. мај 1889.[10]
- број 7: 17. мај 1889.[11]

## Галерија
- Нови свет, корице броја 4.
- Нови свет, насловна страна броја 4.
- Нови свет, пример стране броја 4.
- Нови свет, насловна страна броја 6.
- Нови свет, садржај броја 6.
- Нови свет, насловна страна броја 7.